# Bank Holiday (film)
Bank Holiday is een Britse dramafilm uit 1938 onder regie van Carol Reed. Destijds werd de film in Nederland uitgebracht onder de titel Dagjesmenschen.

## Verhaal
De verpleegster Catherine Lawrence brengt een weekeindje door in een hotel aan de kust. Ze moet echter aldoor denken aan een patiënte die 's morgens stierf tijdens de bevalling. Intussen zijn Doreen Richard en haar vriendin Milly onderweg naar een schoonheidswedstrijd in dezelfde badplaats. En ook Arthur, May en hun kinderen zijn van plan om een dagje door te brengen aan zee.

## Rolverdeling
| Acteur            | Personage          |
| ----------------- | ------------------ |
| John Lodge        | Stephen Howard     |
| Margaret Lockwood | Catherine Lawrence |
| Hugh Williams     | Geoffrey           |
| René Ray          | Doreen Richards    |
| Merle Tottenham   | Milly              |
| Linden Travers    | Ann Howard         |
| Wally Patch       | Arthur             |
| Kathleen Harrison | May                |
| Garry Marsh       | Zaakvoerder        |
| Jeanne Stuart     | Juffrouw Mayfair   |
| Wilfrid Lawson    | Brigadier          |
| Felix Aylmer      | Chirurg            |
| Michael Rennie    | Bewaker            |